# Гок, Дэвид
Дэвид Гок (англ. David Gauke; 8 октября 1971, Ипсуич, Суффолк, Англия) — британский политик-консерватор, финансовый секретарь Казначейства с 2014 по 2016 год, главный секретарь Казначейства с 2016 по 2017 год, министр труда и пенсий с 2017 по 2018 год. Министр юстиции и лорд-канцлер с 2018 по 2019 год.

## Биография
Изучал право в Оксфордском университете. После года работы в качестве парламентского исследователя окончил Юридический колледж в Честере и стал стажёром адвоката. Получив квалификацию юриста в 1997 году, Гок работал в ведущих фирмах Лондона.
Избран в Палату общин в 2005 году.

### Политическая карьера
В 2005 году избран в Палату общин Великобритании от Консервативной партии в избирательном округе Северо-Западный Хертфордшир.
В июне 2007 года он был назначен государственным министром теневого Казначейства, на должности сосредоточился на налоговой политике, в частности, упрощении налогов и реформировании налога на прибыль предприятий. Назначен секретарём Казначейства 14 мая 2010 года.

### Работа в правительствах Терезы Мэй
14 июля 2016 года назначен главным секретарём Казначейства в первом кабинете Терезы Мэй.
11 июня 2017 года при формировании второго кабинета Мэй получил портфель министра труда и пенсий.
8 января 2018 года в ходе массовых перестановок в правительстве перемещён на должность министра юстиции и лорда-канцлера.
24 июля 2019 года было сформировано первое правительство Бориса Джонсона, возглавившего Консервативную партию после отставки Терезы Мэй, в котором Гок не получил никакого назначения.

### Разрыв с консерваторами
3 сентября 2019 года Гок проголосовал в Палате общин за второй парламентский акт 2019 года о выходе Великобритании из ЕС, который допускал перенос выхода на новую дату после 31 октября 2019 года, хотя премьер-министр Борис Джонсон добивался выхода не позднее этого дня, даже в случае, если не удастся достичь соглашения Великобритании с Евросоюзом об условиях этого выхода. Акт был принят, поскольку за него проголосовали 21 депутат-консерватор, и Джонсон исключил из Консервативной партии всех «мятежников».
12 декабря 2019 года пошёл на парламентские выборы в своём прежнем округе как независимый кандидат, став основным соперником консерватора Гагана Мохиндры, который получил 49,6 % голосов — на 8,4 % меньше, чем получил Гок на предыдущих выборах, но теперь того поддержали только 26 % избирателей, и он лишился депутатского мандата.

## Личная жизнь
Женат, имеет троих сыновей.